# Watch
Pour les articles homonymes, voir Watch (homonymie).
 (mars 2023).
Si vous disposez d'ouvrages ou d'articles de référence ou si vous connaissez des sites web de qualité traitant du thème abordé ici, merci de compléter l'article en donnant les références utiles à sa vérifiabilité et en les liant à la section « Notes et références ».

Watch est une série de bande dessinée.
- Scénario : Michaël Le Galli
- Storyboard : Emmanuel Michalak
- Dessins : Luca Erbetta
- Couleurs : Axel Gonzalbo
- Encrage : Fabio Bono

## Albums
- Tome 1 : Bombes humaines (2006)
- Tome 2 : Enfants tigres (2006)
- Tome 3 : La Terre sacrée (2007)
- Tome 4 : La Lignée Kallawaya (2007)

## Publication

### Éditeurs
- Delcourt (Collection Impact) : Tomes 1 à 4 (première édition des tomes 1 à 4).